# Diaphorolepis laevis
Espèce
Diaphorolepis laevis  est une espèce de serpents de la famille des Dipsadidae.

## Répartition
Cette espèce est endémique de Colombie.

## Description
L'holotype de Diaphorolepis laevis mesure 495 mm dont 145 mm pour la queue. Cette espèce a une teinte générale vert foncé.

## Publication originale
- Werner 1923 : Neue Schlangen des naturhistorischen Museums in Wien. Annalen des Naturhistorischen Museums in Wien, vol. 36, p. 160-166 (texte intégral).